# Diapetimorpha simonis
Diapetimorpha simonis là một loài tò vò trong họ Ichneumonidae.